# Ossos vormianos
Os ossos wormianos ou vormianos, (em latim: Ossa suturarum) também conhecidos como ossos intra-suturais, são ossos supranumerários que ocorrem nas suturas do crânio. São ossos irregulares e isolados que aparecem fora dos centros de ossificação usuais do crânio e, embora pouco comuns, não são raros. Os ossos vormianos ocorrem mais frequentemente ao longo da sutura lambdóide, mais tortuosa do que as restantes suturas. Ocorrem ainda, ocasionalmente, nas suturas sagital e coronal.
Um osso vormiano de grandes dimensões no ponto do intersecção das suturas sagital e lambdóide é chamado de osso inca (Os Incae), devido à frequência de ocorrência relativamente alta em múmias peruanas. Outro osso vormiano específico é o ossículo pterigóideu, que pode existir por vezes entre o ângulo esfenóidal do osso parietal e a grande asa do osso esfenóide. Estes variam em tamanho, e podem ser encontrados em ambos os lados do crânio. Normalmente, não se encontram mais de uns quantos num único indivíduo, se bem que já foram encontrados mais de cem no crânio de um adulto hidrocefálico.
Os ossos vormianos são um marcador de algumas doenças, e são importantes no diagnóstico da osteogénese imperfeita.

## Etimologia
Os ossos vormianos receberam o seu nome em homenagem a Ole Worm, professor de Anatomia em Copenhaga, 1588–1654. Ensinou Latim, Grego, Física, e Medicina. A sua descrição dos ossos extra-suturais contribuíram para a ciência da Embriologia.